# NGC 698
NGC 698 est une galaxie spirale intermédiaire (ou barrée ?) située dans la constellation du Fourneau. NGC 698 a été découverte par l'astronome britannique John Herschel en 1837.

## Caractéristiques
Sa vitesse par rapport au fond diffus cosmologique est de 8 037 ± 65 km/s, ce qui correspond à une distance de Hubble de 118,5 ± 8,4 Mpc (∼386 millions d'al).
La classe de luminosité de NGC 698 est I-II et elle renferme également des régions d'hydrogène ionisé.

## Paire de galaxies
NGC 696 et NGC 698 forment une paire de galaxies.